# 赵长鹏
赵长鹏（1977年9月10日—，常以縮寫「CZ」稱呼）是加拿大華人企业家。其曾任Blockchain.info会员及OKCoin的首席技术官，並創辦加密貨幣交易所幣安，該平臺每秒140万次的交易能力吸引了600万用户，亦因此於2018年4月成為全球最大的加密貨幣交易平臺。其与币安聯合創辦人何一共育有两子女，目前定居於阿拉伯聯合大公國杜拜。2023年11月，趙長鵬承認違反美國反洗錢法並辭去幣安執行長一職。

## 生平
赵长鹏祖籍贵州贵阳，生于江苏连云港。其父為大学教授，赵长鹏出生時文革已經結束，但其父因曾被打成走資派知識分子彼時仍被下放偏鄉，回城後不久又碰上六四事件爆發，終於1989年8月6日攜全家移民温哥华，當時趙長鵬11歲。其高中時曾於麦当劳及加油站兼職幫補家計，高中畢業後考入麦吉尔大学主修计算机科学，大学毕业后进入东京证券交易所，开发配對交易订单的系统，亦曾於彭博有限合伙企业从事期货交易软體开发。2005年，其回流上海並创立富讯信息技术有限公司，开发为经纪人打造的高频交易系统。
2013年起开始瞄准加密货币，曾在Blockchain.info工作和担任OKCoin的首席技术官。2014年時出售上海房產套現並全仓投入比特币。2017年离开OKCoin，成立自己的公司幣安并担任首席执行官。2017年7月，在首次代币发行中融资1,500万美元。在不到八个月的时间，币安已经成为全球最大的加密货币交易所。2018年2月，《福布斯杂志》将他列为“加密货币首富”。2018年5月，其身价超过13.9亿美元。
2018年，趙長鵬曾表示以太坊、Tezos和EOS.IO等現有的公鏈都不會取得成功，因為速度太慢。同年12月4日，幣安在官方推特公布將在數月內啟動自己的區塊鏈「幣安鏈（Binance Chain）」，而針對最近慘烈不堪的熊市情況，趙長鵬亦發表自己的看法，他一方面強調幣安在熊市當中的營運狀況仍相當良好，另一方面也激勵眾人：「牛市來臨是遲早的事。」
2021年12月，赵长鹏凭藉900亿美元（约合5,733亿元人民币）的身价超过原先榜单第一的农夫山泉董事长钟睒睒成为华人首富，并跻身全球10大富豪之列。2022年比特幣價格來到2020年12月以來的低點，趙長鵬財產一夕蒸發856億美元。
2023年6月5日，美国证券交易委员会对币安及赵长鹏提出13项指控。
2023年11月21日，趙長鵬不再擔任幣安執行長，並承認違反美國反洗錢法，幣安將向美方支付約43億美元罰款。
2024年4月24日趙長鵬因洗錢認罪被美國司法部判處4個月有期徒刑，之後被關押在加州的懲教處所，同年9月27日刑滿出獄。